# Deutsche Post (RDA)
La Deutsche Post (DP), officiellement Deutsche Post der Deutschen Demokratischen Republik (Poste allemande de la République allemande) était de 1949 à 1990 l'administration d’État chargée du service postal et des télécommunications en République démocratique allemande. Elle était placé sous l'autorité du Ministère des Postes et des Télécommunications, membre du Conseil des ministres de la RDA. La Deutsche Post avait également le monopole de la distribution de la presse. 
Organisation
La Deutsche Post était régie par la loi sur les postes et les télécommunications du Gesetz über das Post- und Fernmeldewesen du 3 avril 1959, remplacée par la loi du 29 novembre 1985.
Elle était placée sous l'autorité et dirigée par le Ministère des Postes et des Télécommunications. Au niveau organisationnel, elle était divisée en quinze directions (Bezirksdirektionen Deutsche Post (BDP)), une par Bezirk (districts de la RDA), elles-mêmes subdivisées en Ämter (administrations). Le combinat Fernmeldebau et d'autres institutions, telles que le musée de la Poste de Berlin-Est, dépendaient également de la Deutsche Post.